# Camillo Mantuano
Camillo Mantuano, o Mentuati (Piacenza, XVI secolo – Polonia, 1560), è stato un vescovo cattolico italiano.

## Biografia
Originario di Piacenza, dopo essere stato ordinato al sacerdozio, nel 1544 venne nominato vescovo di Campagna e Satriano. Nel territorio delle diocesi vi rimase per poco tempo in quanto ricevette numerosi incarichi pubblici.
Fu nominato da Papa Paolo III vicelegato di Bologna tra il 1544 e il 1546, e di Avignone dal 1547 al 1552.
Partecipò al Concilio di Trento ma a causa di problemi di salute diede il suo parere tramite lettera.
Fu nunzio apostolico in Polonia dal 1557 al 1560 accompagnando Pietro Canisio  e vi morì nel 1560.

## Genealogia episcopale
La genealogia episcopale è:
- Cardinale Girolamo Grimaldi
- Arcivescovo Martinho de Portugal
- Arcivescovo Alfonso Oliva, O.E.S.A.
- Vescovo Girolamo Maccabei
- Vescovo Camillo Mantuano